# NGC 1280
NGC 1280 este o galaxie LINER situată în constelația Balena. A fost descoperită în 19 decembrie 1881 de către Édouard Stephan⁠(d). Se află la o distanță de 91,92 de megaparseci de Pământ.